# Paula Duró
Paula Duró (Buenos Aires, 16 de diciembre de 1981) es una artista plástica, VJ y escenógrafa argentina. Su estilo es naïf, de estética psicodélica y folclórica. En cuanto a la temática de su obra, está siempre orientada al mundo onírico, la magia chamánica, la relación del ser humano con la naturaleza y la cosmovisión indígena sudamericana, teniendo como referentes los textiles andinos tradicionales y sus viajes por Latinoamérica. Duró plasma sus pinturas en carteles, flyers, remeras, carteras, bicicletas... etc. y también diseña carátulas, como la del álbum Amansará (2014) y otros tantos de Chancha Vía Circuito o Hasta El Cielo (2019) de Khruangbin.
En 2000, Paula Duró estudió la carrera de artes visuales en el Instituto Universitario Nacional del Arte, y luego en 2006 estudió dirección de arte, escenografía y vestuario en el SICA. Forma parte del colectivo de artistas argentinos y chilenos No Definitivo. Ha realizado varias exposiciones en Buenos Aires, Hamburgo y Santiago de Chile. También imparte talleres de dibujo y pintura en su estudio en Buenos Aires.
Ha colaborado en numerosos proyectos con el músico y pintor bonaerense Alejandro Sordi, que además es amigo suyo. Entre ellos destacan Llamado de la Magia (experimento audiovisual, 2016), Línea del Sol (escenografía, 2016) o El Árbol de la Vida (pintura mural, 2017).